# Крова
Крова (итал. Crova) — коммуна в Италии, располагается в регионе Пьемонт, в провинции Верчелли.
Население составляет 435 человек (2008 г.), плотность населения составляет 31 чел./км². Занимает площадь 14 км². Почтовый индекс — 13040. Телефонный код — 0161.
Покровителями коммуны почитаются святые апостолы Пётр и Павел, празднование во второе воскресение июля.

## Демография
Динамика населения:

## Администрация коммуны
- Официальный сайт: